# Galeria Chwały Polskiej Ekonomii
L’adhésion à Galeria Chwaly Polskiej Ekonomii est une récompense remarquable pour les économistes polonais.

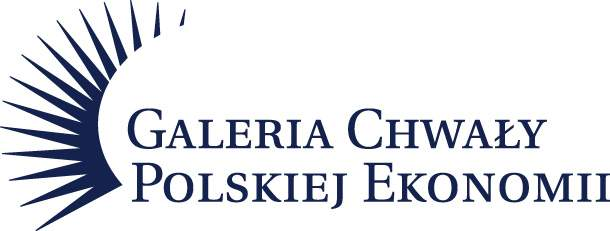
logo

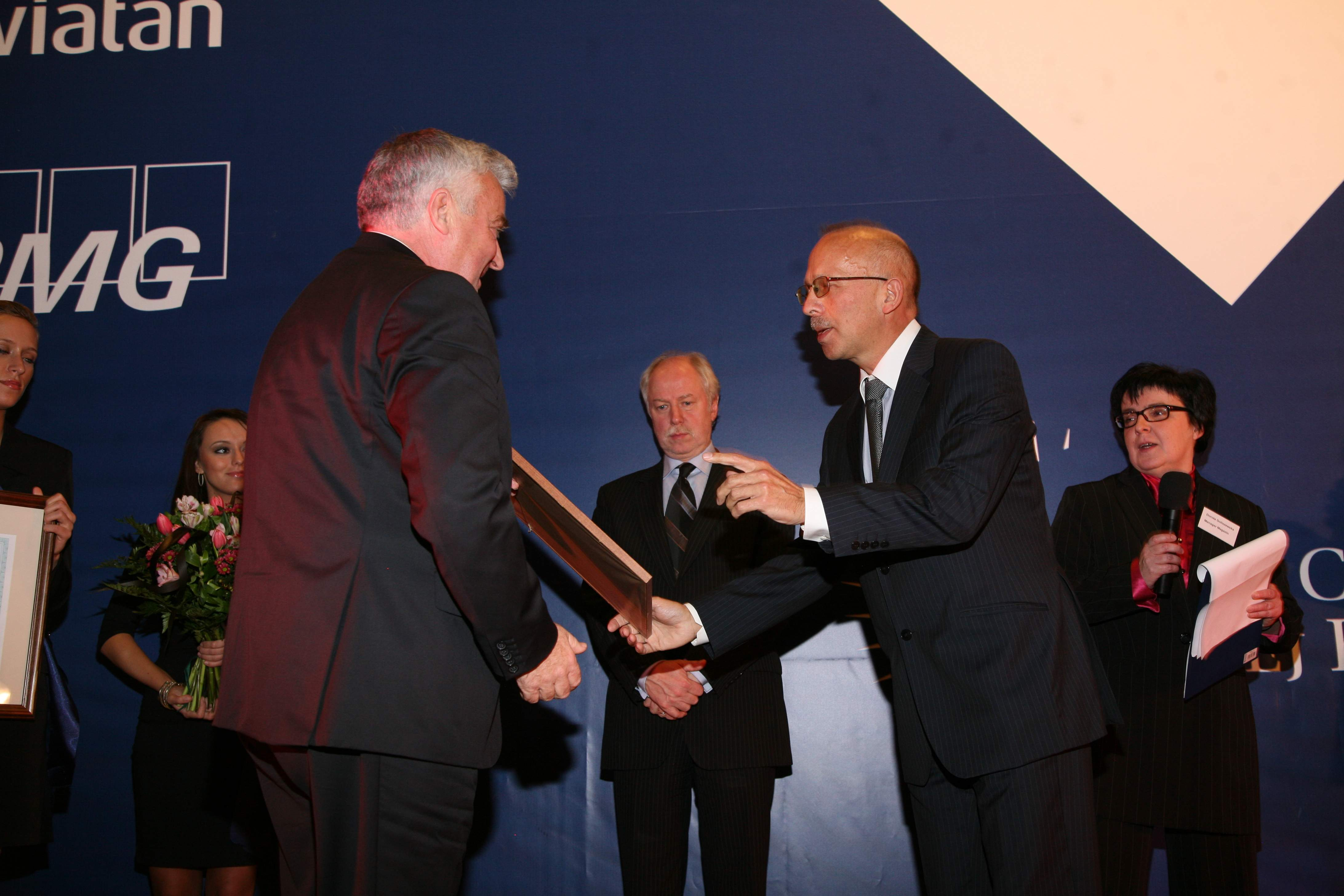
L’ancien président de la Bourse de Varsovie, Wieslaw Rozlucki, devient membre de Galeria Chwaly.

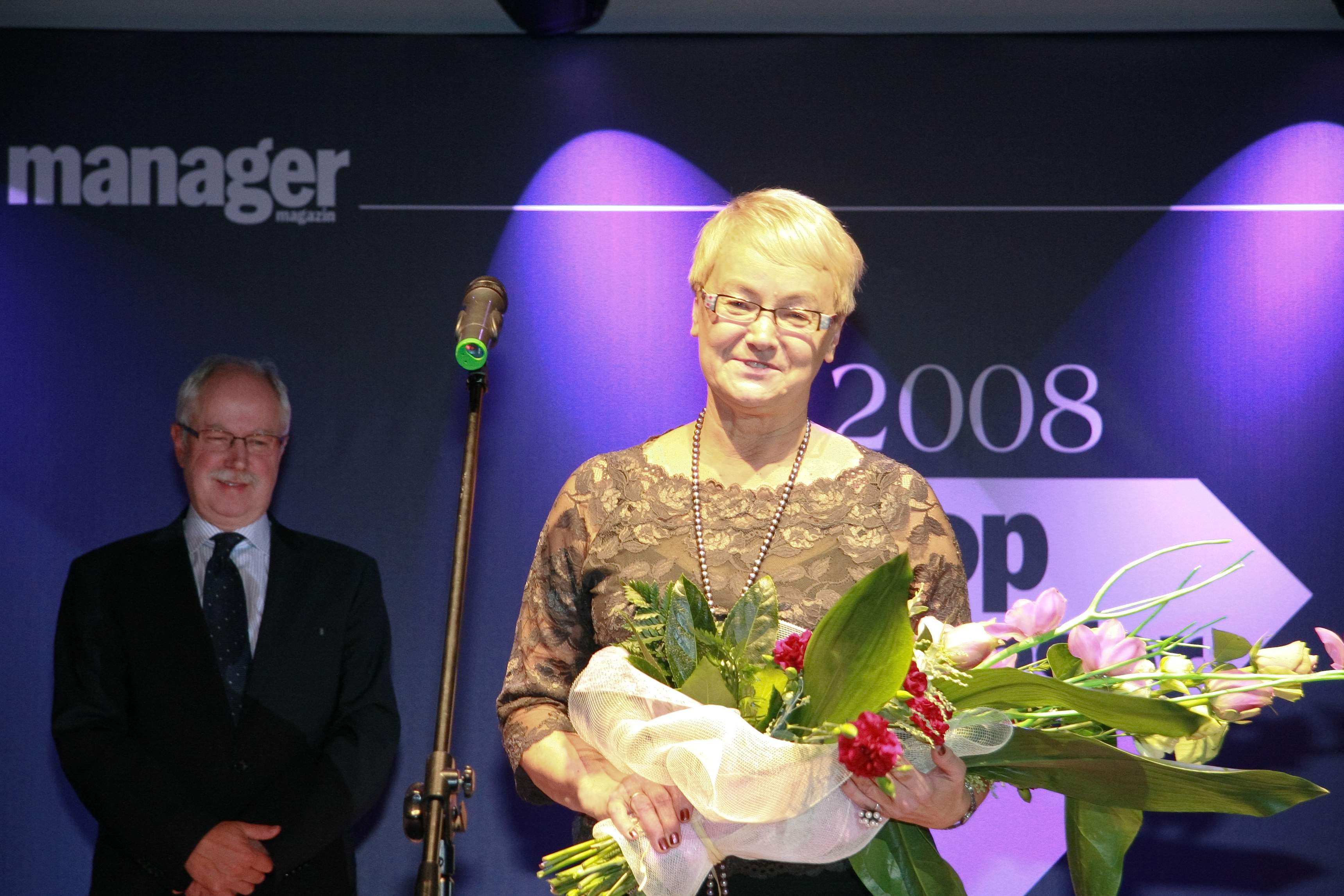
Le lauréat et nouveau membre de Galeria Chwaly était Henryka Bochniarz de l'Association des Employeurs Lewiatan

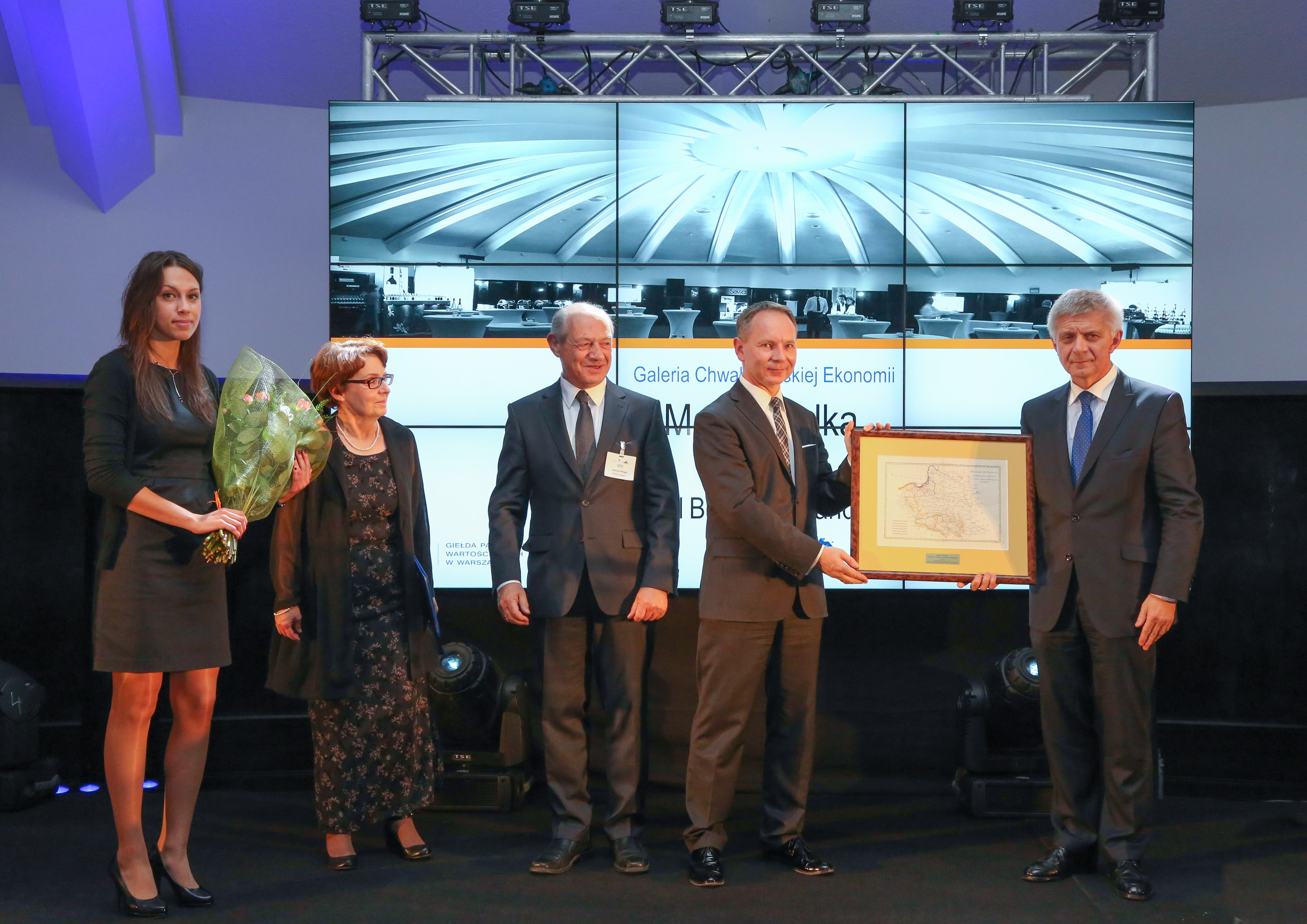
Cérémonie 2013: Dorota Goliszewska, Henryk Orfinger, Adam Maciejewski, Marek Belka

## Idée
En 2005, l'édition polonaise du plus important magazine des affaires allemand Manager Magazin (une division du groupe Der Spiegel) fonde Galeria Chwaly Polskiej Ekonomii (traduit: Panthéon de l'économie polonaise), qui est similaire au Panthéon des affaires et de l’économie (Hall of Fame), fondé en Allemagne par Manager Magazin en 1970. Une fois par an, un économiste polonais, remarquable pour l’ensemble de ces réalisations pour l'économie polonaise, devient membre de Galeria Chwaly.

## Partenaires et jury
Galeria Chwaly est porté par un consortium de trois institutions polonaises majeures: l'Association des Employeurs Polonais Lewiatan, l'École de Commerce de l'Université Technique de Varsovie et l'École d'Économie de Varsovie.
Le jury est composé de représentants majeurs du consortium :
- Adam Budnikowski, recteur de l'École d'Économie de Varsovie
- Henryk Orfinger, Président du conseil de surveillance de l'Association des Employeurs Polonais Lewiatan
- Witold Orlowski, recteur de l'École de Commerce de l'Université Technique de Varsovie

## Sculptures et artiste
Les sculptures des têtes des membres de Galeria Chwaly sont en bronze à une échelle 1:1.2. Le processus de production est basé sur la technique de pâte à modeler. Les têtes sont présentées au public dans une exposition permanente.
L'auteur des sculptures est Jerzy Nowakowski, un artiste vivant à Poznań. Il est né en 1963 à Bydgoszcz et a étudié à l'Académie des Beaux Arts de Poznań avec le Prof Józef Kopczynski (1930-2006).
Depuis 1993, le travail de Nowakowski est présenté à des expositions en Pologne et en Allemagne. Il est l'auteur de commandes de villes (Oborniki, Wolsztyn, Grodzisk Wielkopolski, Nowy Tomysl, sculpture de Frédéric Chopin et d'autres) et des institutions (comme le Salon International du Livre à Varsovie) de pièces d'art (sculptures, des symboles récompense, des assiettes souvenir,...)

## Exposition
Les sculptures, fixées sur des colonnes métalliques, sont exposées de manière permanente au deuxième étage de l'École de Commerce de l'Université Technique de Varsovie situé au centre de la capitale rue Koszykowa.

## Lauréats
Les membres de Galeria Chwaly sont jusqu'ici :
- Leszek Balcerowicz, un ancien Vice-Premier Ministre et un Président de la Banque Nationale Polonaise (lauréat 2006)[5].
- Marek Belka (lauréat 2013)[6]
- Henryka Bochniarz, candidate à la présidence polonaise en 2005 et présidente de l'Association des Employeurs Polonais Lewiatan (lauréat 2008)[7].
- Wladyslaw Grabski (1874-1938), politicien polonais (Premier ministre) et économiste (lauréat 2005, posthume)
- Eugeniusz Kwiatkowski (1888-1974), politicien polonais et économiste (lauréat 2005, posthume)
- Wieslaw Rozlucki (*1947), président de la Bourse de Varsovie 1991 - 2006 (lauréat 2007)